# Лутс, Мета Андресовна
Мета Андресовна Лутс (эст. Meta Luts; 5 сентября 1905, село Рийдая, Хельмская волость, уезд Валгамаа, Лифляндская губерния, Российская империя — 1 июля 1958, Таллин, Эстонская ССР, СССР) — эстонская и советская актриса

 театра и кино. Заслуженная артистка Эстонской ССР (1955).

## Биография
Дочь учителя. Окончила гимназию в Пярну.
В 1923 году дебютировала на сцене театра «Эндла» в Пярну. В 1925—1949 годах — актриса театра «Эстония», где вскоре стала одной из ведущих актрис этого театра.
В 1949—1958 гг. — актриса Государственного академического театра драмы им. В.Кингисеппа.
Играла в пьесах по классическим произведениям Шекспира, Ибсена, Шиллера, Бомарше, Чехова, Д. Б. Щоу, Горького, А. Киви, Ф. Грильпарцера, К. Тренёва и др. Лутс также сыграла ряд ролей в постановках произведений эстонских авторов и драматургов, в том числе Х. Раудсеппа, А. Китцберга, Х. Вуолийоки, А. Х. Таммсааре и А. Якобсона.
Будучи актрисой широкого творческого диапазона, создала галерею сценических образов, вошедших в историю эстонского театра. Находила для каждой роли особую характерность, острый, выразительный пластический рисунок.
Снималась в кино («Жизнь в цитадели» (1947), «Свет в Коорди» (1951), «На задворках» (1956)).
Никогда не была замужем и не имела детей. Похоронена на Лесном кладбище в Таллине.

## Награды и премии
- Орден «Знак Почёта» (30.12.1956)[1].
- Заслуженная артистка Эстонской ССР (1955).